# 代尔西
代尔西（法語：Dercy，法語發音：[dɛʁsi]）是法国上法蘭西大區埃纳省的一个市镇，属于拉昂区。

## 地理
代尔西（49°42'13"N, 3°41'6"E）面积11.17 平方千米，位于法国上法蘭西大區埃纳省，该省份为法国北部内陆省份，北起北部省，西接索姆省和瓦兹省，东临阿登省和马恩省，西南至塞纳-马恩省，东北部与比利时接壤。
与代尔西接壤的市镇（或旧市镇、城区）包括：塞尔河畔巴朗通、布瓦莱帕尔尼、埃尔隆、弗鲁瓦蒙-科阿蒂耶、莫尔捷、瓦耶讷。

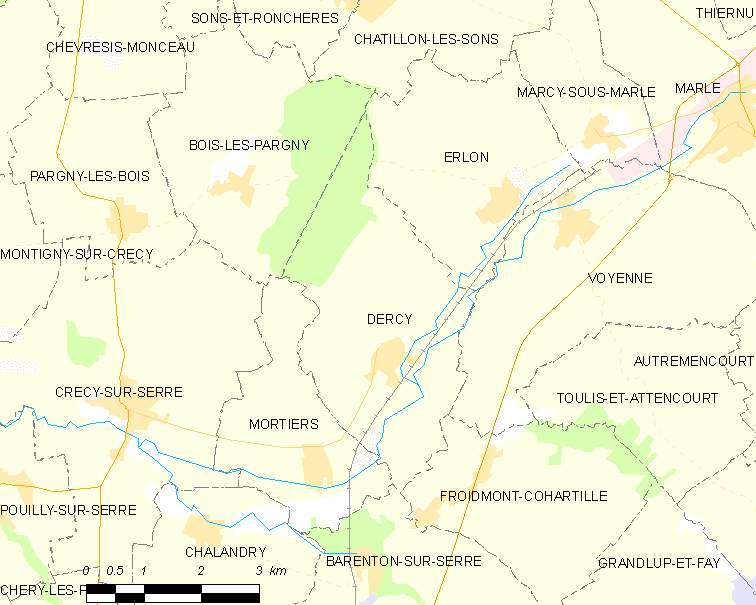
代尔西的OSM定位图

代尔西的时区为UTC+01:00、UTC+02:00（夏令时）。

## 行政
代尔西的邮政编码为02270，INSEE市镇编码为02261。

## 政治
代尔西所属的省级选区为马尔勒县。

## 人口

1962-2008年间代尔西人口变化图示

代尔西于2022年1月1日时的人口数量为394人。